# SWEET LOVE (松下優也の曲)
「SWEET LOVE」（スウィート ラブ）は、松下優也の12枚目のシングル。2013年7月31日に発売。
レーベル立ち上げ後初のシングルとなる。
配信シングルiTunes Store、Amazon MP3、オリコンミュージックストア、Tapnowにて配信。
2013年8月28日発売の3rdアルバム「#musicoverdose」にはSWEET LOVE 及び What Are We?も収録されている。

## 収録曲
1. SWEET LOVE
  - 作詞 / 作曲：Jin Nakamura　作詞 H.U.B. 編曲 h-wonder
2. What are we ?
  - 作詞:U 作曲：√A,U
3. SWEET LOVE -Carlos k. REMIX -
4. SWEET LOVE -inst-
5. What are we -inst-